# Zumbrota
Zumbrota é uma cidade localizada no estado americano de Minnesota, no Condado de Goodhue.

## Demografia
Segundo o censo americano de 2000, a sua população era de 2789 habitantes.
Em 2006, foi estimada uma população de 3023, um aumento de 234 (8.4%).

## Geografia
De acordo com o United States Census Bureau tem uma área de
5,1 km², dos quais 5,1 km² cobertos por terra e 0,0 km² cobertos por água. Zumbrota localiza-se a aproximadamente 308 m acima do nível do mar.

## Localidades na vizinhança
O diagrama seguinte representa as localidades num raio de 16 km ao redor de Zumbrota.